# 龍が如く6 命の詩。
『龍が如く6 命の詩。』（りゅうがごとくシックス いのちのうた、英題：Yakuza 6: The Song of Life）は、セガゲームスより2016年12月8日に発売されたPlayStation 4用ゲームソフト。
キャッチコピーは「桐生一馬伝説、最終章」。
2021年3月25日には、日本語に対応し海外版の『Yakuza 6: The Song of Life』というタイトルのまま、国内Xbox One、PC向けに配信された。
Xbox One、PC版は国内配信と同時にXbox Game Passに対応しており、対象から外れたこともあったが現在（2023年4月）ではプレイ可能。PS4版は2022年中にもPlayStation Plusで配信される予定。PlayStation Plus版は、エッセンシャル加入者はプレイ不可となる。

## 概要
2015年9月15日に行われた「SCEJAカンファレンス2015」において、『龍が如く6（仮称）』と題されて発表されたシリーズ初のPS4独占タイトルとなるシリーズナンバリング最新作。2016年1月21日に発売された『龍が如く 極』には『龍が如く6（仮称）』の先行体験版のダウンロードコードが同梱され、1月28日に配信された。
2016年7月26日に行われた「『龍が如く6（仮称）』発表会」において正式タイトルが発表され、メインとなるキャスト陣や『龍が如く5 夢、叶えし者』から続くストーリー展開となっていることなどもあわせて発表された。今作はPS4独占タイトルということもあり、キャラのグラフィック、質感などが旧作に比べて更に向上している。
今作の開発のために、龍が如くスタジオは、2年以上の開発期間をかけて新しい内製のゲームエンジン『ドラゴンエンジン』の開発を行なった。前述の通りに今作はPS4のプラットフォーム独占のタイトルとしてリリースするものであるが、今作の発売後も『ドラゴンエンジン』の開発は継続して、その後もマルチプラットフォームに対応のゲームエンジンへとより改良を重ねていった。
今作はキャッチコピー通りに桐生一馬の物語に一区切りが付けられる作品となっており、桐生が『龍が如く3』以来となる単独主人公を務めている。舞台は東京の神室町と新たに登場となる広島県尾道市をモデルとした尾道仁涯町の2都市となっている。
メインゲストとして、俳優の藤原竜也、小栗旬、真木よう子、大森南朋、お笑いタレントの宮迫博之、ビートたけしが出演する。また、フェイスキャプチャーではないが、お笑い芸人のドロンズ石本も出演している。その他のゲストとしては、新日本プロレス所属の6名のプロレスラーやダーツプレイヤーのポール・リムが登場する。また、今作の発表に先駆けて行われた「キャバクラ嬢役オーディション」に合格した5名がキャバクラ嬢役として出演する他、ファイナリストの10名も何かしらの形で登場する。
予約特典として、ゲーム販売店舗別（10店舗）にそれぞれ異なる特典が付属される。
2016年11月29日にシリーズ初となるセーブデータを製品版に引き継げる体験版「お試し版」が配信された。シリーズ恒例のDLCと過去作のセーブデータ引き継ぎによる特典は今作にも存在する。また、今作ではオートセーブ対応となっている。
2016年12月、日本を含むアジア地域におけるパッケージ版とダウンロード版を合算した発売本数が50万本を突破した。
2021年3月25日にXbox One版、PC版が北米SEGAより国内配信された。

## ストーリー
2012年。DREAM-LINEの澤村遥のライブ会場での桐生一馬との関係の公表と時を同じくして東城会と近江連合の日本五大都市を巻き込んだ一大抗争は終結した。
桐生はかつての経歴から抗争の責任を取らされる形で警察に逮捕され、遥やアサガオの子供達の幸せのために過去の清算としてこれを受け入れる。一方、芸能界を引退しアサガオに戻った遥だったが、「元極道に育てられた娘」と知られた事で日夜繰り返される誹謗中傷を見て子供達に迷惑がかかる事を悟り、自らの意志でアサガオから姿を消した。
時は経ち、2016年。刑期を終えてアサガオに戻った桐生は、子供達から遥の失踪を知らされ、行方を探るために手がかりを求めて神室町へと向かうが、神室町では1年前に起きた亜細亜街の火事を機に東城会と中国系マフィア「祭汪会」の勢力争いが行われており不穏な空気を見せていた。
桐生は、協力者の伊達真から、遥が神室町でひき逃げ事故に遭い昏睡状態だという事や遥が失踪中に広島にいた事、遥が事故の際に庇った彼女の息子だという「澤村ハルト」の存在を知り、様々な真実を知るために、東城会や近江連合に次ぐ極道組織「陽銘連合会」が牛耳る広島の「尾道仁涯町」に足を踏み込んでゆく。

## ゲームシステム
今作は、様々な要素が一新されている。
バトル
システムが再構築されたことによりモーションが一新され、「アクションマッチングシステム」と呼ばれる新システムによって、繰り出した攻撃が敵にヒットする直前に敵の体勢や攻撃が当たる角度、向きなどを判別して状況に応じた自然な攻撃モーションや喰らいモーションが発生するようになり、攻撃がヒットしたのかガードされたのかによってもキャラクターのリアクションが変化するようになっているなど戦闘演出がよりリアルになっている。地形やオブジェクトに関しても新システムの「フィギュアシステム」によって、キャラクターの移動や吹き飛んだ際の制御、高低差や動的なオブジェクトに対しての細かな動きが調整されており、リアリティのアップに繋がっている。また、これまでは敵に絡まれると全滅させるまで終われなかった戦闘で逃げることが可能になった他、桐生の能力が一時的に上がる「アルティメットヒートモード」が追加された。
アドベンチャー
今作では街のより細かな部分を行けるようになり自由度が増した他、様々な場面がシームレスで処理され、これまで戦闘や店に入った時などに発生していたロードが一切ないスムーズなシームレスプレイが楽しめるようになった。管理画面もスマートフォン（Xperia）を使ったものになっており、所持品の管理や能力強化、ゲーム設定などの選択もさながらアプリのアイコンのようになっている。また、SNSやカメラ機能といった新しい要素が追加されている他、全てのシーンがフルボイス化されていたり移動方法の増加や主観視点での移動が可能になっているなど様々な点が進化している。
能力強化
今作では食事が能力強化の重要な要素の一つになっており、食事をすると体力回復の他に5種類に分かれた経験値（筋肉、俊敏、根性、技巧、魅力）を取得することができる。「胃袋ゲージ」が満タンになるまで経験値は入手できるので、バトルや移動で胃袋ゲージを減らしつつ食事を習慣づけることが重要となる。特定の組み合わせの食事で経験値ボーナスを得られる「コンボボーナス」や、「RIZAP」でトレーニングした後に指示通りの食事をすることでより多くの経験値を貰うことができる。経験値は従来通りの戦闘やサブストーリーの達成の他、ミニゲームの攻略などでも取得できる。
ミニゲーム
神室町では女の子とのチャットが楽しめる「ライブチャット」や猫との交流を描く「猫カフェ経営」、尾道仁涯町では野球シミュレーションゲームの「草野球」や主観視点によるシューティングゲームの「素潜り漁」、キャバクラに似た「スナック遊び」などの地域ごとに異なる新ミニゲームが用意されている。また、両地域を舞台に組織を作って乱戦バトルを行うRTS型のミニゲーム「クランクリエイター」なども新たに登場する。既存のミニゲームは、ダーツやバッティングセンター、キャバクラなどの一部のゲームはシステムが変更されている他、ゲームセンターでは『バーチャファイター5 Final Showdown』や『ぷよぷよ』といった新ゲームが登場する。

## 劇中の主な用語
尾道仁涯町
広島の舞台となる瀬戸内海沿岸の街。かつては漁業で繁栄を極めたが、現在では寂れたスナック街に成り果てており、昼夜問わず閑散としている。
陽銘連合会
広島一帯を束ねるほどの力を持つ極道組織。東城会と近江連合に次ぐ勢力を誇るが、どの組織からも中立を貫いている。
広瀬一家
陽銘連合会の末端の極道組織。尾道仁涯町のスナック街に事務所を構えており、組員は総長の広瀬徹を含めた5人と少ない。

## 楽曲
- 主題歌：山下達郎「蒼氓」（MOON RECORDS）[21]
- 挿入歌：山下達郎「希望という名の光」（MOON RECORDS）[21]
- 挿入歌：山下達郎「飛遊人 –Human–」（MOON RECORDS）[21]
- 挿入歌：山下達郎「片想い」（MOON RECORDS）[21]
- エンディング：山下達郎「アトムの子」（MOON RECORDS）[21]

## 評価・受賞歴

### 受賞
- 日本ゲーム大賞 2016 - フューチャー部門[22][23]
- ファミ通アワード 2016 - 優秀賞[24]
- CEDEC AWARDS 2017 - ビジュアル・アーツ部門 優秀賞[注 11][25]
- PlayStation Awards 2017 - Gold Prize[26]